# Datori
Datori är ett arrondissement i kommunen Cobly i Benin. Den hade 9 615 invånare år 2002.